# الجربوب (الملاح)

تعديل مصدري - تعديل

الجربوب هي إحدى قرى عزلة الملاح بمديرية الملاح التابعة لمحافظة لحج، بلغ تعداد سكانها 386 نسمة حسب تعداد اليمن لعام 2004.